# Летнишко съкровище
Летнишкото съкровище е тракийско съкровище от IV в. пр. Хр., открито случайно през 1964 г. в бронзов котел в двора на ТКЗС с. Летница, Ловешка област, близо до село Крушуна и село Александрово. Датира се към втората половина на IV век пр.Хр. 
Състои се от сребърни апликации с позлата, които са били част от конска амуниция с юзда и нагръден ремък. Положени са в бронзов котел.
Апликациите изобразяват животни, мъжки и женски човешки фигури, включително конници.  Като стил апликациите от Летница намират много аналогии в торевтиката на траките. Смята се, че елементите са изработени от местен майстор, а няколко са внесени от Гърция.
Ажурните апликации са били поставени на оглавника, а фоновите – върху шията на коня.
Предполага се, че фигуралните композиции изобразяват пътя на царя-жрец в реалния свят и превръщането му в антроподемон в отвъдния свят. В митологията след смъртта на Орфей, разкъсан от тракийските жени, главата му доплувала до остров Лесбос и била погребана в пещерата на Дионис, където давала предсказания. Смята се, че чрез изобразените върху два елемента от съкровището обърнати надолу човешки глави се предава идеята за хероизирания цар, който след смъртта си, подобно на Орфей се превръща в гадател и посредник на Бога и Учител, който посвещава във вярата на безсмъртието.
Находката се съхранява в Ловеч. Съставено е от бронз и сребро и злато.